# Andri Guðjohnsen
Andri Lucas Guðjohnsen (* 29. Januar 2002 in London, England) ist ein isländischer Fußballspieler.

## Familie
Andri Guðjohnsen ist Sohn bzw. Enkel der ehemaligen isländischen Fußballnationalspieler Eiður und Arnór Guðjohnsen sowie Cousin des Handballspielers Aron Pálmarsson. Seine Brüder Sveinn (* 1998) und Daníel (* 2006) sind ebenfalls Fußballspieler.

## Karriere

### Verein
Da sein Vater zur Zeit seiner Geburt beim FC Chelsea spielte, kam Andri in London zur Welt. Er durchlief von 2010 bis 2013 die Jugendakademie des FC Barcelona, wo sein Vater bis 2009 ebenfalls gespielt hatte. Nach Stationen beim CF Gavà und Espanyol Barcelona spielt er seit 2018 in der Jugend des spanischen Hauptstadtclubs Real Madrid. 2021 feierte er sein Debüt für Real Madrid Castilla, die Zweitvertretung der „Königlichen“. 2022 wechselte er zum schwedischen Verein IFK Norrköping. Seit August 2023 ist er an den Lyngby BK verliehen.

### Nationalmannschaft
Nachdem Andri Guðjohnsen sämtliche Jugendnationalmannschaften seines Heimatlandes durchlaufen hatte, debütierte er, in der 79. Minute für Albert Guðmundsson eingewechselt, im Rahmen der Qualifikation zur WM 2022 am 2. September 2021 gegen Rumänien (0:2). Sein erstes Tor folgte drei Tage später bei dem 2:2-Remis gegen Nordmazedonien zwei Minuten nach seiner Einwechslung in der 82. Minute gegen Ísak Jóhannesson.